# Maréchaussée (Nouvelle-France)
Pour les articles homonymes, voir Maréchaussée.
La maréchaussée, instaurée le 9 mai 1677, est le premier corps de police au Canada. Sous l'autorité de la Nouvelle-France, elle disparaît en 1763 avec le traité de Paris.

## Historique
La maréchaussée est un corps de militaires qui, chargé de la police et de la justice aux armées depuis le Moyen Âge, devient progressivement une force de police compétente pour certaines populations des territoires d'outre-mer situées dans les Indes occidentales (soit l'Amérique), en particulier aux Antilles. Elle conserve des attributions de justice extraordinaire (dite « prévôtale ») jusqu'à la Révolution. 
En 1720, la Maréchaussée est symboliquement placée sous l'autorité administrative du corps de cavalerie lourde appelé "Gendarmerie de France" et assimilé à la maison militaire du roi, qui sera dissous le 1er avril 1788.